# Rosh HaAyin
Rosh HaAyin (en hebreo: רֹאשׁ הָעָיִן‎ [ˌroʃ häˈʔä.in]) es una ciudad del distrito Central de Israel. al oeste de la ciudad se encuentra la fortaleza de Antipatris y la fuente del Yarkon. Al sudeste las ruinas de la fortaleza de Migdal Afek (Migdal Tzedek).

## Personas destacadas
- Gal Gadot, actriz, modelo y Miss Israel 2004.
- Benny Gantz, político y exgeneral.
- Odelya Halevi, actriz.
- Shaked Komemy, cantante.
- Yishai Levi, cantante.
- Miri Regev, política.